# أوسكار جونز
أوسكار جونز (بالإنجليزية: Oscar Jones)‏ هو لاعب كرة قاعدة أمريكي، ولد في 22 أكتوبر 1879 في مقاطعة كارتر في الولايات المتحدة، وتوفي في 16 يونيو 1953 في فورت وورث في الولايات المتحدة.

## وصلات خارجية
- أوسكار جونز على موقعبيزبول رفرنس.كوم (الدوري الرئيسي) (الإنجليزية)
- أوسكار جونز على موقعبيزبول رفرنس.كوم (الدوري الثانوي) (الإنجليزية)